# Tour de Eslovenia 2019
La 26.ª edición del Tour de Eslovenia fue una carrera de ciclismo en ruta por etapas que se celebró entre el 19 y el 23 de junio de 2019 en Eslovenia, con inicio en la ciudad de Liubliana y final en la ciudad de Novo Mesto sobre un recorrido de 808,5 kilómetros.
La prueba perteneció al UCI Europe Tour 2019 dentro de la categoría 2.HC (máxima categoría de estos circuitos). El vencedor final fue el italiano Diego Ulissi del UAE Emirates seguido del también italiano Giovanni Visconti del Neri Sottoli-Selle Italia-KTM y el ruso Aleksandr Vlasov del Gazprom-RusVelo.

## Equipos participantes
Tomaron parte en la carrera 19 equipos: 5 de categoría UCI WorldTeam invitados por la organización; 8 de categoría Profesional Continental; 5 de categoría Continental; y la selección nacional de Eslovenia. Formando así un pelotón de 129 ciclistas de los que acabaron 109. Los equipos participantes fueron:
| WorldTeams (5)- Bahrain-Merida - Bora-hansgrohe - Mitchelton-Scott - Dimension Data - UAE Team Emirates Equipos continentales profesionales (8)- Androni Giocattoli-Sidermec - Bardiani CSF - Delko-Marseille Provence - Gazprom-RusVelo - Israel Cycling Academy - Neri Sottoli-Selle Italia-KTM - Nippo Vini Fantini Faizanè - Team Novo Nordisk Equipos continentales (5)- AC Sparta Praha - Adria Mobil - Ljubljana Gusto Santic - Meridiana Kamen - Felbermayr Simplon Wels Equipo nacional- Eslovenia |
| |

## Recorrido
El Tour de Eslovenia dispuso de cinco etapas para un recorrido total de 808,5 kilómetros, dividido en una etapa contrarreloj individual, tres etapas de media montaña, y una etapa llana.
| Etapa     | Fecha     | Recorrido                   | type                    | Distancia (km) | Ganador           | Líder            |
| --------- | --------- | --------------------------- | ----------------------- | -------------- | ----------------- | ---------------- |
| 1.ª etapa | 19 de jun | Liubliana – Rogaška Slatina | contrarreloj individual | 171            | Pascal Ackermann  | Pascal Ackermann |
| 2.ª etapa | 20 de jun | Maribor – Celje             | etapa escarpada         | 146,3          | Luka Mezgec       | Luka Mezgec      |
| 3.ª etapa | 21 de jun | Žalec – Idrija              | etapa de media montaña  | 169,8          | Diego Ulissi      | Diego Ulissi     |
| 4.ª etapa | 22 de jun | Nova Gorica – Ajdovščina    | etapa escarpada         | 153,9          | Giovanni Visconti | Diego Ulissi     |
| 5.ª etapa | 23 de jun | Trebnje – Novo Mesto        | etapa llana             | 167,5          | Giacomo Nizzolo   | Diego Ulissi     |

### 1.ª etapa
| Liubliana - Rogaška Slatina | contrarreloj individual | (171 km) |

| \| Clasificación de la etapa \| Clasificación de la etapa \| Clasificación de la etapa \| Clasificación de la etapa \| Clasificación de la etapa \| \| Ciclista \| Ciclista \| Equipo \| Tiempo \| \| \| ------------------------- \| ------------------------- \| ----------------------------- \| ------------------------- \| ------------------------- \| \| 1.º \| Pascal Ackermann \| Bora-Hansgrohe \| 4 h 04 min 58 s \| \| \| 2.º \| Giacomo Nizzolo \| Dimension Data \| + 0 s \| \| \| 3.º \| Simone Consonni \| UAE Team Emirates \| + 0 s \| \| \| 4.º \| Luka Mezgec \| Mitchelton-Scott \| + 0 s \| \| \| 5.º \| Andrea Vendrame \| Androni Giocattoli-Sidermec \| + 0 s \| \| \| 6.º \| Rui Oliveira \| UAE Team Emirates \| + 0 s \| \| \| 7.º \| Grega Bole \| Bahrain-Merida \| + 0 s \| \| \| 8.º \| Jérémy Leveau \| Delko Marseille Provence \| + 0 s \| \| \| 9.º \| Kristian Sbaragli \| Israel Cycling Academy \| + 0 s \| \| \| 10.º \| Umberto Marengo \| Neri Sottoli-Selle Italia-KTM \| + 0 s \| \| |                   |                               |                 |
| |                   |                               |                 |
| Fuente: ProCyclingStats |                   |                               |                 |
| Clasificación de la etapa |                   |                               |                 |
| Ciclista | Ciclista          | Equipo                        | Tiempo          |
| 1.º | Pascal Ackermann  | Bora-Hansgrohe                | 4 h 04 min 58 s |
| 2.º | Giacomo Nizzolo   | Dimension Data                | + 0 s           |
| 3.º | Simone Consonni   | UAE Team Emirates             | + 0 s           |
| 4.º | Luka Mezgec       | Mitchelton-Scott              | + 0 s           |
| 5.º | Andrea Vendrame   | Androni Giocattoli-Sidermec   | + 0 s           |
| 6.º | Rui Oliveira      | UAE Team Emirates             | + 0 s           |
| 7.º | Grega Bole        | Bahrain-Merida                | + 0 s           |
| 8.º | Jérémy Leveau     | Delko Marseille Provence      | + 0 s           |
| 9.º | Kristian Sbaragli | Israel Cycling Academy        | + 0 s           |
| 10.º | Umberto Marengo   | Neri Sottoli-Selle Italia-KTM | + 0 s           |

| \| Clasificación general \| Clasificación general \| Clasificación general \| Clasificación general \| Clasificación general \| \| Ciclista \| Ciclista \| Equipo \| Tiempo \| \| \| --------------------- \| --------------------- \| --------------------------- \| --------------------- \| --------------------- \| \| 1.º \| Pascal Ackermann \| Bora-Hansgrohe \| 4 h 04 min 48 s \| \| \| 2.º \| Giacomo Nizzolo \| Dimension Data \| + 4 s \| \| \| 3.º \| Simone Consonni \| UAE Team Emirates \| + 6 s \| \| \| 4.º \| Diego Ulissi \| UAE Team Emirates \| + 7 s \| \| \| 5.º \| Aljaž Jarc \| Adria Mobil \| + 7 s \| \| \| 6.º \| Matteo Busato \| Androni Giocattoli-Sidermec \| + 8 s \| \| \| 7.º \| Matthias Krizek \| Felbermayr Simplon Wels \| + 9 s \| \| \| 8.º \| Luka Mezgec \| Mitchelton-Scott \| + 10 s \| \| \| 9.º \| Andrea Vendrame \| Androni Giocattoli-Sidermec \| + 10 s \| \| \| 10.º \| Rui Oliveira \| UAE Team Emirates \| + 10 s \| \| |                  |                             |                 |
| |                  |                             |                 |
| Fuente: ProCyclingStats |                  |                             |                 |
| Clasificación general |                  |                             |                 |
| Ciclista | Ciclista         | Equipo                      | Tiempo          |
| 1.º | Pascal Ackermann | Bora-Hansgrohe              | 4 h 04 min 48 s |
| 2.º | Giacomo Nizzolo  | Dimension Data              | + 4 s           |
| 3.º | Simone Consonni  | UAE Team Emirates           | + 6 s           |
| 4.º | Diego Ulissi     | UAE Team Emirates           | + 7 s           |
| 5.º | Aljaž Jarc       | Adria Mobil                 | + 7 s           |
| 6.º | Matteo Busato    | Androni Giocattoli-Sidermec | + 8 s           |
| 7.º | Matthias Krizek  | Felbermayr Simplon Wels     | + 9 s           |
| 8.º | Luka Mezgec      | Mitchelton-Scott            | + 10 s          |
| 9.º | Andrea Vendrame  | Androni Giocattoli-Sidermec | + 10 s          |
| 10.º | Rui Oliveira     | UAE Team Emirates           | + 10 s          |

### 2.ª etapa
| Maribor - Celje | etapa escarpada | (146,3 km) |

| \| Clasificación de la etapa \| Clasificación de la etapa \| Clasificación de la etapa \| Clasificación de la etapa \| Clasificación de la etapa \| \| Ciclista \| Ciclista \| Equipo \| Tiempo \| \| \| ------------------------- \| ------------------------- \| ----------------------------- \| ------------------------- \| ------------------------- \| \| 1.º \| Luka Mezgec \| Mitchelton-Scott \| 3 h 35 min 55 s \| \| \| 2.º \| Grega Bole \| Bahrain-Merida \| + 0 s \| \| \| 3.º \| Andrea Vendrame \| Androni Giocattoli-Sidermec \| + 0 s \| \| \| 4.º \| Giovanni Visconti \| Neri Sottoli-Selle Italia-KTM \| + 0 s \| \| \| 5.º \| Diego Ulissi \| UAE Team Emirates \| + 0 s \| \| \| 6.º \| Aleksandr Vlásov \| Gazprom-RusVelo \| + 0 s \| \| \| 7.º \| Ben Hermans \| Israel Cycling Academy \| + 0 s \| \| \| 8.º \| Iván Rovni \| Gazprom-RusVelo \| + 0 s \| \| \| 9.º \| Tadej Pogačar \| UAE Team Emirates \| + 0 s \| \| \| 10.º \| Jay McCarthy \| Bora-Hansgrohe \| + 0 s \| \| |                   |                               |                 |
| |                   |                               |                 |
| Fuente: ProCyclingStats |                   |                               |                 |
| Clasificación de la etapa |                   |                               |                 |
| Ciclista | Ciclista          | Equipo                        | Tiempo          |
| 1.º | Luka Mezgec       | Mitchelton-Scott              | 3 h 35 min 55 s |
| 2.º | Grega Bole        | Bahrain-Merida                | + 0 s           |
| 3.º | Andrea Vendrame   | Androni Giocattoli-Sidermec   | + 0 s           |
| 4.º | Giovanni Visconti | Neri Sottoli-Selle Italia-KTM | + 0 s           |
| 5.º | Diego Ulissi      | UAE Team Emirates             | + 0 s           |
| 6.º | Aleksandr Vlásov  | Gazprom-RusVelo               | + 0 s           |
| 7.º | Ben Hermans       | Israel Cycling Academy        | + 0 s           |
| 8.º | Iván Rovni        | Gazprom-RusVelo               | + 0 s           |
| 9.º | Tadej Pogačar     | UAE Team Emirates             | + 0 s           |
| 10.º | Jay McCarthy      | Bora-Hansgrohe                | + 0 s           |

| \| Clasificación general \| Clasificación general \| Clasificación general \| Clasificación general \| Clasificación general \| \| Ciclista \| Ciclista \| Equipo \| Tiempo \| \| \| --------------------- \| --------------------- \| --------------------------- \| --------------------- \| --------------------- \| \| 1.º \| Luka Mezgec \| Mitchelton-Scott \| 7 h 40 min 43 s \| \| \| 2.º \| Grega Bole \| Bahrain-Merida \| + 4 s \| \| \| 3.º \| Andrea Vendrame \| Androni Giocattoli-Sidermec \| + 6 s \| \| \| 4.º \| Diego Ulissi \| UAE Team Emirates \| + 7 s \| \| \| 5.º \| Ben Hermans \| Israel Cycling Academy \| + 10 s \| \| \| 6.º \| Aleksandr Vlásov \| Gazprom-RusVelo \| + 10 s \| \| \| 7.º \| Iván Rovni \| Gazprom-RusVelo \| + 10 s \| \| \| 8.º \| Tadej Pogačar \| UAE Team Emirates \| + 10 s \| \| \| 9.º \| Iuri Filosi \| Delko Marseille Provence \| + 10 s \| \| \| 10.º \| Jan Polanc \| UAE Team Emirates \| + 10 s \| \| |                  |                             |                 |
| |                  |                             |                 |
| Fuente: ProCyclingStats |                  |                             |                 |
| Clasificación general |                  |                             |                 |
| Ciclista | Ciclista         | Equipo                      | Tiempo          |
| 1.º | Luka Mezgec      | Mitchelton-Scott            | 7 h 40 min 43 s |
| 2.º | Grega Bole       | Bahrain-Merida              | + 4 s           |
| 3.º | Andrea Vendrame  | Androni Giocattoli-Sidermec | + 6 s           |
| 4.º | Diego Ulissi     | UAE Team Emirates           | + 7 s           |
| 5.º | Ben Hermans      | Israel Cycling Academy      | + 10 s          |
| 6.º | Aleksandr Vlásov | Gazprom-RusVelo             | + 10 s          |
| 7.º | Iván Rovni       | Gazprom-RusVelo             | + 10 s          |
| 8.º | Tadej Pogačar    | UAE Team Emirates           | + 10 s          |
| 9.º | Iuri Filosi      | Delko Marseille Provence    | + 10 s          |
| 10.º | Jan Polanc       | UAE Team Emirates           | + 10 s          |

### 3.ª etapa
| Žalec - Idrija | etapa de media montaña | (169,8 km) |

| \| Clasificación de la etapa \| Clasificación de la etapa \| Clasificación de la etapa \| Clasificación de la etapa \| Clasificación de la etapa \| \| Ciclista \| Ciclista \| Equipo \| Tiempo \| \| \| ------------------------- \| ------------------------- \| ----------------------------- \| ------------------------- \| ------------------------- \| \| 1.º \| Diego Ulissi \| UAE Team Emirates \| 3 h 58 min 01 s \| \| \| 2.º \| Aleksandr Vlásov \| Gazprom-RusVelo \| + 12 s \| \| \| 3.º \| Giovanni Visconti \| Neri Sottoli-Selle Italia-KTM \| + 17 s \| \| \| 4.º \| Tadej Pogačar \| UAE Team Emirates \| + 17 s \| \| \| 5.º \| Andrea Vendrame \| Androni Giocattoli-Sidermec \| + 17 s \| \| \| 6.º \| Jan Polanc \| UAE Team Emirates \| + 17 s \| \| \| 7.º \| Esteban Chaves \| Mitchelton-Scott \| + 17 s \| \| \| 8.º \| Ben Hermans \| Israel Cycling Academy \| + 17 s \| \| \| 9.º \| Fausto Masnada \| Androni Giocattoli-Sidermec \| + 19 s \| \| \| 10.º \| Luka Mezgec \| Mitchelton-Scott \| + 2 min 08 s \| \| |                   |                               |                 |
| |                   |                               |                 |
| Fuente: ProCyclingStats |                   |                               |                 |
| Clasificación de la etapa |                   |                               |                 |
| Ciclista | Ciclista          | Equipo                        | Tiempo          |
| 1.º | Diego Ulissi      | UAE Team Emirates             | 3 h 58 min 01 s |
| 2.º | Aleksandr Vlásov  | Gazprom-RusVelo               | + 12 s          |
| 3.º | Giovanni Visconti | Neri Sottoli-Selle Italia-KTM | + 17 s          |
| 4.º | Tadej Pogačar     | UAE Team Emirates             | + 17 s          |
| 5.º | Andrea Vendrame   | Androni Giocattoli-Sidermec   | + 17 s          |
| 6.º | Jan Polanc        | UAE Team Emirates             | + 17 s          |
| 7.º | Esteban Chaves    | Mitchelton-Scott              | + 17 s          |
| 8.º | Ben Hermans       | Israel Cycling Academy        | + 17 s          |
| 9.º | Fausto Masnada    | Androni Giocattoli-Sidermec   | + 19 s          |
| 10.º | Luka Mezgec       | Mitchelton-Scott              | + 2 min 08 s    |

| \| Clasificación general \| Clasificación general \| Clasificación general \| Clasificación general \| Clasificación general \| \| Ciclista \| Ciclista \| Equipo \| Tiempo \| \| \| --------------------- \| --------------------- \| ----------------------------- \| --------------------- \| --------------------- \| \| 1.º \| Diego Ulissi \| UAE Team Emirates \| 11 h 38 min 41 s \| \| \| 2.º \| Aleksandr Vlásov \| Gazprom-RusVelo \| + 19 s \| \| \| 3.º \| Andrea Vendrame \| Androni Giocattoli-Sidermec \| + 26 s \| \| \| 4.º \| Giovanni Visconti \| Neri Sottoli-Selle Italia-KTM \| + 26 s \| \| \| 5.º \| Ben Hermans \| Israel Cycling Academy \| + 30 s \| \| \| 6.º \| Tadej Pogačar \| UAE Team Emirates \| + 30 s \| \| \| 7.º \| Jan Polanc \| UAE Team Emirates \| + 30 s \| \| \| 8.º \| Esteban Chaves \| Mitchelton-Scott \| + 30 s \| \| \| 9.º \| Fausto Masnada \| Androni Giocattoli-Sidermec \| + 36 s \| \| \| 10.º \| Luka Mezgec \| Mitchelton-Scott \| + 2 min 11 s \| \| |                   |                               |                  |
| |                   |                               |                  |
| Fuente: ProCyclingStats |                   |                               |                  |
| Clasificación general |                   |                               |                  |
| Ciclista | Ciclista          | Equipo                        | Tiempo           |
| 1.º | Diego Ulissi      | UAE Team Emirates             | 11 h 38 min 41 s |
| 2.º | Aleksandr Vlásov  | Gazprom-RusVelo               | + 19 s           |
| 3.º | Andrea Vendrame   | Androni Giocattoli-Sidermec   | + 26 s           |
| 4.º | Giovanni Visconti | Neri Sottoli-Selle Italia-KTM | + 26 s           |
| 5.º | Ben Hermans       | Israel Cycling Academy        | + 30 s           |
| 6.º | Tadej Pogačar     | UAE Team Emirates             | + 30 s           |
| 7.º | Jan Polanc        | UAE Team Emirates             | + 30 s           |
| 8.º | Esteban Chaves    | Mitchelton-Scott              | + 30 s           |
| 9.º | Fausto Masnada    | Androni Giocattoli-Sidermec   | + 36 s           |
| 10.º | Luka Mezgec       | Mitchelton-Scott              | + 2 min 11 s     |

### 4.ª etapa
| Nova Gorica - Ajdovščina | etapa escarpada | (153,9 km) |

| \| Clasificación de la etapa \| Clasificación de la etapa \| Clasificación de la etapa \| Clasificación de la etapa \| Clasificación de la etapa \| \| Ciclista \| Ciclista \| Equipo \| Tiempo \| \| \| ------------------------- \| ------------------------- \| ----------------------------- \| ------------------------- \| ------------------------- \| \| 1.º \| Giovanni Visconti \| Neri Sottoli-Selle Italia-KTM \| 4 h 00 min 53 s \| \| \| 2.º \| Diego Ulissi \| UAE Team Emirates \| + 0 s \| \| \| 3.º \| Tadej Pogačar \| UAE Team Emirates \| + 0 s \| \| \| 4.º \| Aleksandr Vlásov \| Gazprom-RusVelo \| + 0 s \| \| \| 5.º \| Andrea Vendrame \| Androni Giocattoli-Sidermec \| + 32 s \| \| \| 6.º \| Esteban Chaves \| Mitchelton-Scott \| + 32 s \| \| \| 7.º \| Fausto Masnada \| Androni Giocattoli-Sidermec \| + 32 s \| \| \| 8.º \| Ben Hermans \| Israel Cycling Academy \| + 1 min 38 s \| \| \| 9.º \| Cameron Meyer \| Mitchelton-Scott \| + 2 min 22 s \| \| \| 10.º \| Lorenzo Rota \| Bardiani CSF \| + 2 min 22 s \| \| |                   |                               |                 |
| |                   |                               |                 |
| Fuente: ProCyclingStats |                   |                               |                 |
| Clasificación de la etapa |                   |                               |                 |
| Ciclista | Ciclista          | Equipo                        | Tiempo          |
| 1.º | Giovanni Visconti | Neri Sottoli-Selle Italia-KTM | 4 h 00 min 53 s |
| 2.º | Diego Ulissi      | UAE Team Emirates             | + 0 s           |
| 3.º | Tadej Pogačar     | UAE Team Emirates             | + 0 s           |
| 4.º | Aleksandr Vlásov  | Gazprom-RusVelo               | + 0 s           |
| 5.º | Andrea Vendrame   | Androni Giocattoli-Sidermec   | + 32 s          |
| 6.º | Esteban Chaves    | Mitchelton-Scott              | + 32 s          |
| 7.º | Fausto Masnada    | Androni Giocattoli-Sidermec   | + 32 s          |
| 8.º | Ben Hermans       | Israel Cycling Academy        | + 1 min 38 s    |
| 9.º | Cameron Meyer     | Mitchelton-Scott              | + 2 min 22 s    |
| 10.º | Lorenzo Rota      | Bardiani CSF                  | + 2 min 22 s    |

| \| Clasificación general \| Clasificación general \| Clasificación general \| Clasificación general \| Clasificación general \| \| Ciclista \| Ciclista \| Equipo \| Tiempo \| \| \| --------------------- \| --------------------- \| ----------------------------- \| --------------------- \| --------------------- \| \| 1.º \| Diego Ulissi \| UAE Team Emirates \| 15 h 39 min 28 s \| \| \| 2.º \| Giovanni Visconti \| Neri Sottoli-Selle Italia-KTM \| + 22 s \| \| \| 3.º \| Aleksandr Vlásov \| Gazprom-RusVelo \| + 25 s \| \| \| 4.º \| Tadej Pogačar \| UAE Team Emirates \| + 30 s \| \| \| 5.º \| Andrea Vendrame \| Androni Giocattoli-Sidermec \| + 1 min 04 s \| \| \| 6.º \| Esteban Chaves \| Mitchelton-Scott \| + 1 min 08 s \| \| \| 7.º \| Fausto Masnada \| Androni Giocattoli-Sidermec \| + 1 min 14 s \| \| \| 8.º \| Ben Hermans \| Israel Cycling Academy \| + 2 min 14 s \| \| \| 9.º \| Jan Polanc \| UAE Team Emirates \| + 2 min 58 s \| \| \| 10.º \| Radoslav Rogina \| Adria Mobil \| + 4 min 49 s \| \| |                   |                               |                  |
| |                   |                               |                  |
| Fuente: ProCyclingStats |                   |                               |                  |
| Clasificación general |                   |                               |                  |
| Ciclista | Ciclista          | Equipo                        | Tiempo           |
| 1.º | Diego Ulissi      | UAE Team Emirates             | 15 h 39 min 28 s |
| 2.º | Giovanni Visconti | Neri Sottoli-Selle Italia-KTM | + 22 s           |
| 3.º | Aleksandr Vlásov  | Gazprom-RusVelo               | + 25 s           |
| 4.º | Tadej Pogačar     | UAE Team Emirates             | + 30 s           |
| 5.º | Andrea Vendrame   | Androni Giocattoli-Sidermec   | + 1 min 04 s     |
| 6.º | Esteban Chaves    | Mitchelton-Scott              | + 1 min 08 s     |
| 7.º | Fausto Masnada    | Androni Giocattoli-Sidermec   | + 1 min 14 s     |
| 8.º | Ben Hermans       | Israel Cycling Academy        | + 2 min 14 s     |
| 9.º | Jan Polanc        | UAE Team Emirates             | + 2 min 58 s     |
| 10.º | Radoslav Rogina   | Adria Mobil                   | + 4 min 49 s     |

### 5.ª etapa
| Trebnje - Novo Mesto | etapa llana | (167,5 km) |

| \| Clasificación de la etapa \| Clasificación de la etapa \| Clasificación de la etapa \| Clasificación de la etapa \| Clasificación de la etapa \| \| Ciclista \| Ciclista \| Equipo \| Tiempo \| \| \| ------------------------- \| ------------------------- \| ----------------------------- \| ------------------------- \| ------------------------- \| \| 1.º \| Giacomo Nizzolo \| Dimension Data \| 4 h 01 min 55 s \| \| \| 2.º \| Luka Mezgec \| Mitchelton-Scott \| + 0 s \| \| \| 3.º \| Shane Archbold \| Bora-Hansgrohe \| + 0 s \| \| \| 4.º \| Andrea Vendrame \| Androni Giocattoli-Sidermec \| + 0 s \| \| \| 5.º \| Davide Cimolai \| Israel Cycling Academy \| + 0 s \| \| \| 6.º \| Vincenzo Albanese \| Bardiani CSF \| + 0 s \| \| \| 7.º \| Umberto Marengo \| Neri Sottoli-Selle Italia-KTM \| + 0 s \| \| \| 8.º \| Tadej Pogačar \| UAE Team Emirates \| + 0 s \| \| \| 9.º \| Simone Velasco \| Neri Sottoli-Selle Italia-KTM \| + 0 s \| \| \| 10.º \| Giovanni Visconti \| Neri Sottoli-Selle Italia-KTM \| + 0 s \| \| |                   |                               |                 |
| |                   |                               |                 |
| Fuente: ProCyclingStats |                   |                               |                 |
| Clasificación de la etapa |                   |                               |                 |
| Ciclista | Ciclista          | Equipo                        | Tiempo          |
| 1.º | Giacomo Nizzolo   | Dimension Data                | 4 h 01 min 55 s |
| 2.º | Luka Mezgec       | Mitchelton-Scott              | + 0 s           |
| 3.º | Shane Archbold    | Bora-Hansgrohe                | + 0 s           |
| 4.º | Andrea Vendrame   | Androni Giocattoli-Sidermec   | + 0 s           |
| 5.º | Davide Cimolai    | Israel Cycling Academy        | + 0 s           |
| 6.º | Vincenzo Albanese | Bardiani CSF                  | + 0 s           |
| 7.º | Umberto Marengo   | Neri Sottoli-Selle Italia-KTM | + 0 s           |
| 8.º | Tadej Pogačar     | UAE Team Emirates             | + 0 s           |
| 9.º | Simone Velasco    | Neri Sottoli-Selle Italia-KTM | + 0 s           |
| 10.º | Giovanni Visconti | Neri Sottoli-Selle Italia-KTM | + 0 s           |

## Clasificaciones finales
- Las clasificaciones finalizaron de la siguiente forma:[5]

### Clasificación general
| \| Clasificación general \| Clasificación general \| Clasificación general \| Clasificación general \| Clasificación general \| \| Ciclista \| Ciclista \| Equipo \| Tiempo \| \| \| --------------------- \| --------------------- \| ----------------------------- \| --------------------- \| --------------------- \| \| 1.º \| Diego Ulissi \| UAE Team Emirates \| 19 h 41 min 23 s \| \| \| 2.º \| Giovanni Visconti \| Neri Sottoli-Selle Italia-KTM \| + 22 s \| \| \| 3.º \| Aleksandr Vlásov \| Gazprom-RusVelo \| + 25 s \| \| \| 4.º \| Tadej Pogačar \| UAE Team Emirates \| + 30 s \| \| \| 5.º \| Andrea Vendrame \| Androni Giocattoli-Sidermec \| + 1 min 04 s \| \| \| 6.º \| Esteban Chaves \| Mitchelton-Scott \| + 1 min 08 s \| \| \| 7.º \| Fausto Masnada \| Androni Giocattoli-Sidermec \| + 1 min 21 s \| \| \| 8.º \| Ben Hermans \| Israel Cycling Academy \| + 2 min 21 s \| \| \| 9.º \| Jan Polanc \| UAE Team Emirates \| + 3 min 17 s \| \| \| 10.º \| Lorenzo Rota \| Bardiani CSF \| + 4 min 49 s \| \| |                   |                               |                  |
| |                   |                               |                  |
| Fuente: ProCyclingStats |                   |                               |                  |
| Clasificación general |                   |                               |                  |
| Ciclista | Ciclista          | Equipo                        | Tiempo           |
| 1.º | Diego Ulissi      | UAE Team Emirates             | 19 h 41 min 23 s |
| 2.º | Giovanni Visconti | Neri Sottoli-Selle Italia-KTM | + 22 s           |
| 3.º | Aleksandr Vlásov  | Gazprom-RusVelo               | + 25 s           |
| 4.º | Tadej Pogačar     | UAE Team Emirates             | + 30 s           |
| 5.º | Andrea Vendrame   | Androni Giocattoli-Sidermec   | + 1 min 04 s     |
| 6.º | Esteban Chaves    | Mitchelton-Scott              | + 1 min 08 s     |
| 7.º | Fausto Masnada    | Androni Giocattoli-Sidermec   | + 1 min 21 s     |
| 8.º | Ben Hermans       | Israel Cycling Academy        | + 2 min 21 s     |
| 9.º | Jan Polanc        | UAE Team Emirates             | + 3 min 17 s     |
| 10.º | Lorenzo Rota      | Bardiani CSF                  | + 4 min 49 s     |

### Clasificación de la montaña
| Clasificación de la montaña | Clasificación de la montaña | Clasificación de la montaña   | Clasificación de la montaña | Clasificación de la montaña |
| Ciclista                    | Ciclista                    | Equipo                        | Puntos                      |                             |
| --------------------------- | --------------------------- | ----------------------------- | --------------------------- | --------------------------- |
| 1.º                         | Aleksandr Vlásov            | Gazprom-RusVelo               | 24 pts                      |                             |
| 2.º                         | Diego Ulissi                | UAE Team Emirates             | 16 pts                      |                             |
| 3.º                         | Juan Pedro López            | Kometa                        | 14 pts                      |                             |
| 4.º                         | Tadej Pogačar               | UAE Team Emirates             | 13 pts                      |                             |
| 5.º                         | Esteban Chaves              | Mitchelton-Scott              | 5 pts                       |                             |
| 6.º                         | Matteo Montaguti            | Androni Giocattoli-Sidermec   | 5 pts                       |                             |
| 7.º                         | Giovanni Visconti           | Neri Sottoli-Selle Italia-KTM | 4 pts                       |                             |
| 8.º                         | Lorenzo Fortunato           | Neri Sottoli-Selle Italia-KTM | 4 pts                       |                             |
| 9.º                         | Aljaž Jarc                  | Adria Mobil                   | 3 pts                       |                             |
| 10.º                        | Rok Korošec                 | Ljubljana Gusto Santic        | 3 pts                       |                             |

### Clasificación por puntos
| Clasificación por puntos | Clasificación por puntos | Clasificación por puntos      | Clasificación por puntos | Clasificación por puntos |
| Ciclista                 | Ciclista                 | Equipo                        | Puntos                   |                          |
| ------------------------ | ------------------------ | ----------------------------- | ------------------------ | ------------------------ |
| 1.º                      | Luka Mezgec              | Mitchelton-Scott              | 80 pts                   |                          |
| 2.º                      | Andrea Vendrame          | Androni Giocattoli-Sidermec   | 68 pts                   |                          |
| 3.º                      | Diego Ulissi             | UAE Team Emirates             | 67 pts                   |                          |
| 4.º                      | Giovanni Visconti        | Neri Sottoli-Selle Italia-KTM | 61 pts                   |                          |
| 5.º                      | Aleksandr Vlásov         | Gazprom-RusVelo               | 47 pts                   |                          |
| 6.º                      | Tadej Pogačar            | UAE Team Emirates             | 46 pts                   |                          |
| 7.º                      | Giacomo Nizzolo          | Dimension Data                | 45 pts                   |                          |
| 8.º                      | Grega Bole               | Bahrain-Merida                | 34 pts                   |                          |
| 9.º                      | Ben Hermans              | Israel Cycling Academy        | 26 pts                   |                          |
| 10.º                     | Esteban Chaves           | Mitchelton-Scott              | 25 pts                   |                          |

### Clasificación de los jóvenes
| Clasificación del mejor joven | Clasificación del mejor joven | Clasificación del mejor joven | Clasificación del mejor joven | Clasificación del mejor joven |
| Ciclista                      | Ciclista                      | Equipo                        | Tiempo                        |                               |
| ----------------------------- | ----------------------------- | ----------------------------- | ----------------------------- | ----------------------------- |
| 1.º                           | Tadej Pogačar                 | UAE Team Emirates             | 19 h 41 min 53 s              |                               |
| 2.º                           | Daniel Savini                 | Bardiani CSF                  | + 10 min 52 s                 |                               |
| 3.º                           | Joan Bou                      | Nippo-Vini Fantini-Faizanè    | + 18 min 28 s                 |                               |
| 4.º                           | Kristjan Hočevar              |                               | + 19 min 01 s                 |                               |
| 5.º                           | Martin Lavric                 | Dimension Data for Qhubeka    | + 24 min 42 s                 |                               |
| 6.º                           | Aljaž Jarc                    | Adria Mobil                   | + 42 min 21 s                 |                               |
| 7.º                           | Aljaž Prah                    | Ljubljana Gusto Santic        | + 48 min 38 s                 |                               |
| 8.º                           | Tilen Finkšt                  | Ljubljana Gusto Santic        | + 49 min 16 s                 |                               |
| 9.º                           | Florian Kierner               | Felbermayr Simplon Wels       | + 1 h 02 min 03 s             |                               |
| 10.º                          | František Honsa               | AC Sparta Praha               | + 1 h 04 min 36 s             |                               |

### Clasificación por equipos
| Clasificación por equipos | Clasificación por equipos     | Clasificación por equipos | Clasificación por equipos |
| Equipo                    | Equipo                        | Tiempo                    |                           |
| ------------------------- | ----------------------------- | ------------------------- | ------------------------- |
| 1.º                       | UAE Team Emirates             | 59 h 08 min 02 s          |                           |
| 2.º                       | Androni Giocattoli-Sidermec   | + 3 min 34 s              |                           |
| 3.º                       | Neri Sottoli-Selle Italia-KTM | + 11 min 32 s             |                           |
| 4.º                       | Israel Cycling Academy        | + 17 min 31 s             |                           |
| 5.º                       | Gazprom-RusVelo               | + 18 min 45 s             |                           |
| 6.º                       | Mitchelton-Scott              | + 33 min 02 s             |                           |
| 7.º                       | Bardiani CSF                  | + 44 min 21 s             |                           |
| 8.º                       | Bahrain-Merida                | + 47 min 12 s             |                           |
| 9.º                       | Team Novo Nordisk             | + 1 h 04 min 52 s         |                           |
| 10.º                      | Eslovenia                     | + 1 h 17 min 27 s         |                           |

## Evolución de las clasificaciones
| Etapa                   | Vencedor                | Clasificación general | Clasificación de la montaña | Clasificación por puntos | Clasificación de los jóvenes | Clasificación por equipos |
| ----------------------- | ----------------------- | --------------------- | --------------------------- | ------------------------ | ---------------------------- | ------------------------- |
| 1.ª                     | Pascal Ackermann        | Pascal Ackermann      | Aljaž Jarc                  | Pascal Ackermann         | Aljaž Jarc                   | UAE Emirates              |
| 2.ª                     | Luka Mezgec             | Luka Mezgec           | Aleksandr Vlasov            | Luka Mezgec              | Tadej Pogačar                | UAE Emirates              |
| 3.ª                     | Diego Ulissi            | Diego Ulissi          | Aleksandr Vlasov            | Luka Mezgec              | Tadej Pogačar                | UAE Emirates              |
| 4.ª                     | Giovanni Visconti       | Diego Ulissi          | Aleksandr Vlasov            | Diego Ulissi             | Tadej Pogačar                | UAE Emirates              |
| 5.ª                     | Giacomo Nizzolo         | Diego Ulissi          | Aleksandr Vlasov            | Luka Mezgec              | Tadej Pogačar                | UAE Emirates              |
| Clasificaciones finales | Clasificaciones finales | Diego Ulissi          | Aleksandr Vlasov            | Luka Mezgec              | Tadej Pogačar                | UAE Emirates              |

## UCI World Ranking
El Tour de Eslovenia otorgó puntos para el UCI World Ranking para corredores de los equipos en las categorías UCI WorldTeam, Profesional Continental y Equipos Continentales. Las siguientes tablas son el baremo de puntuación y los 10 corredores que obtuvieron más puntos:
| Posición              | 1.º | 2.º | 3.º | 4.º | 5.º | 6.º | 7.º | 8.º | 9.º | 10.º | 11.º | 12.º | 13.º | 14.º | 15.º | 16.º-30.º | 31.º-40.º |
| Clasificación general | 200 | 150 | 125 | 100 | 85  | 70  | 60  | 50  | 40  | 35   | 30   | 25   | 20   | 15   | 10   | 5         | 3         |
| Por etapa             | 20  | 10  | 5   |     |     |     |     |     |     |      |      |      |      |      |      |           |           |
| Líder                 | 5   |     |     |     |     |     |     |     |     |      |      |      |      |      |      |           |           |

| Clasificación |                   |                               |         |       |       |       |
| Posición      | Ciclista          | Equipo                        | General | Etapa | Líder | Total |
| ------------- | ----------------- | ----------------------------- | ------- | ----- | ----- | ----- |
| 1.º           | Diego Ulissi      | UAE Emirates                  | 200     | 30    | 10    | 240   |
| 2.º           | Giovanni Visconti | Neri Sottoli-Selle Italia-KTM | 150     | 25    | -     | 175   |
| 3.º           | Aleksandr Vlasov  | Gazprom-RusVelo               | 125     | 10    | -     | 135   |
| 4.º           | Tadej Pogačar     | UAE Emirates                  | 100     | 5     | -     | 105   |
| 5.º           | Andrea Vendrame   | Androni Giocattoli-Sidermec   | 85      | 5     | -     | 90    |
| 6.º           | Esteban Chaves    | Mitchelton-Scott              | 70      | -     | -     | 70    |
| 7.º           | Fausto Masnada    | Androni Giocattoli-Sidermec   | 60      | -     | -     | 60    |
| 8.º           | Ben Hermans       | Israel Cycling Academy        | 50      | -     | -     | 50    |
| 9.º           | Jan Polanc        | UAE Emirates                  | 40      | -     | -     | 40    |
| 10.º          | Luka Mezgec       | Mitchelton-Scott              | 5       | 30    | 5     | 40    |